# Well-to-Wheel
Well-to-Wheel(ウェル・トゥ・ホイール、油井から車輪まで)とは自動車の総合的なエネルギー効率を示す指標。

## 概要
ガソリンや軽油以外の燃料を自動車に使用する場合、単体では一見効率が優れているように見えても、電気や水素のような二次エネルギーの場合、それらを生成するために必要なエネルギーも含めて評価する必要がある。同様に再生可能エネルギーを使用する場合にもそれらの製造に必要なエネルギーも含んで客観的に評価する必要がある。(ライフサイクルアセスメント) 類似の指標にTank to Wheel(タンクから車輪まで)という指標もある。
二次電池式電気自動車では、火力発電で発電された電力で充電する場合、二酸化炭素(CO2)の削減効果において議論の対象となるが、その場合でもWell-to-Wheelの観点から見て内燃機関自動車(ICEV)よりも優れている。
一方、燃料電池自動車の場合、現時点では天然ガスの改質によって水素を製造しており、運搬には高圧タンクを備えた専用の車両で補給ステーションまで運搬するため、Well-to-Wheelの観点から見て優れているとはいえない。

ゼロエミッション車の大部分はTank to Wheelの観点からは真実であるが、Well-to-Wheelの観点から見て純粋にゼロ・エミッションであるためには再生可能エネルギーで発電した電力等のみを使用しなければならない。同様にバイオ燃料のようにカーボンニュートラルを謳う燃料であっても実際にはカーボンニュートラルではない事例が多い。